# Chapelle Notre-Dame-de-la-Miséricorde de Mouterhouse
Pour les articles homonymes, voir Chapelle Notre-Dame, Notre-Dame et Chapelle de la Miséricorde.
La chapelle Notre-Dame de la Miséricorde se situe dans la commune française de Mouterhouse et le département de la Moselle. La chapelle, érigée dans l'écart du Kapellenhof, se situe au pied des pentes du Grünberg et au cœur de la forêt omniprésente.

## Histoire

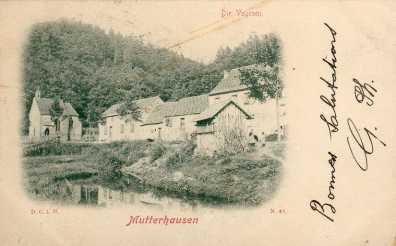
Vue ancienne

La chapelle Notre-Dame de la Miséricorde est construite en 1504 par le comte Reinhard de Deux-Ponts-Bitche et placée sous l'invocation de Notre-Dame-de-Bon-Secours. Elle est érigée à cent mètres du château de la Wasserburg que le comte fait construire l'année suivante, dans la vallée du Moderbach. Une bulle du pape Léon XI accordant une indulgence aux principales fêtes de la Vierge Marie, privilégie dès ses origines la chapelle qui connait très vite une affluence de pèlerins venus de tous les horizons. 
Malgré sa popularité croissante, le sanctuaire de Mouterhouse ne peut échapper aux ravages des Suédois lors de la Guerre de Trente Ans et pendant près d'un siècle, elle reste livrée à l'abandon. Restauré en 1723 comme l'atteste une inscription dans la pierre d'autel, l'oratoire connaît à nouveau une longue période de désolation après 1789. Il reprend son éclat en 1824, grâce au principal actionnaire des forges de Mouterhouse, Pierre René Orono de Sonis. La statue de la Vierge, mise en sûreté à l'église paroissiale au moment des troubles révolutionnaires, reprend le chemin de la chapelle et les pèlerins reviennent très nombreux invoquer Notre-Dame.

## Édifice
Il s'agit d'un élégant petit édifice en pierre de taille de grès rose avec un chevet polygonal, restauré après les guerres du XVIIe siècle. Une petite nef carrée, très simple, se prolonge par un chœur s'achevant en abside à trois pans, renforcé par d'épais contreforts. Ceux-ci laissent penser que le chœur a peut-être été voûté à l'origine. Pourtant, le regard est attiré par la dentelle des remplages ornant les trois grandes fenêtres du chœur. Fait étrange, les deux fenêtres de la nef sont très dissemblables. Si l'une est d'une grande richesse, la seconde est d'une simplicité presque austère. À l'extérieur du sanctuaire, le passant peut admirer un ancien cadran solaire et une vieille croix dont le socle représente saint Hubert, patron des chasseurs. 
Haut-lieu spirituel du pays de Bitche et but d'un pèlerinage marial très fréquenté, la chapelle conserve une statue polychrome grandeur nature de la Vierge de Bonsecours, qui se dresse au-dessus de l'autel. Sculptée dans un seul tronc de tilleul au début du XVIIIe siècle, une harmonie émane de cet ensemble haut d'un mètre cinquante. Le visage serein de Marie est encadré par un petit voile court. Elle est revêtue d'une longue robe rose au drapé délicat et protège sous son ample manteau tutélaire d'un bleu céleste les quatorze personnages dont une légende a fait, à tort, les quatorze Saints Auxiliaires, très vénérés dans le Bitscherland. 
Dans les premières décennies du XVIIIe siècle, les ducs de Lorraine favorisent le renouveau de la dévotion à cette iconographie, se faisant même représenter eux-mêmes avec leur famille sous les bras de la Sainte Vierge. C'est le cas dans cette statue, où sont représentés en réalité les différentes classes de la société, depuis le duc et la duchesse de Lorraine, agenouillés aux pieds de la Vierge, jusqu'aux bourgeois, aux moines et aux simples nonnes. Tous semblent invoquer avec anxiété et cependant une grande confiance la protection de la Sainte Vierge.
La statue constitue toute la richesse et la noblesse de ce sanctuaire dont l'intérieur est d'une extrême simplicité, sans aucun ornement important. Une seule inscription, en allemand, rapportant l'année de construction et le nom du fondateur, est encastrée dans le mur ouest de la chapelle. Deux statues modernes et un petit chemin de croix en plâtre sont également visibles dans la petite chapelle.